# 伊斯雷尔·卡茨
伊斯雷尔·卡茨（羅馬化：Yisra’el Kats；1955年9月21日—），以色列政治人物，現任以色列國防部長，曾任以色列外交部長。
卡茨生于以色列南部亚实基伦，后毕业于耶路撒冷希伯来大学。
2003年至2006年，担任以色列农业部部长；2009年至2019年，担任以色列交通与道路安全部部长。曾兩度担任以色列外交部部长。2024年11月5日，他被提名出任國防部長，11月8日獲得以色列議會批准。